# Bohdan Chreptowicz
Bohdan (Teodat) Littawor Chreptowicz herbu Odrowąż (zm. w 1610 roku) – referendarz litewski w 1589 roku, sekretarz Jego Królewskiej Mości.
Poseł nowogródzki na sejm 1607 roku.